# Wojciech Zygmunt
Wojciech Zygmunt (ur. 19 sierpnia 1990 w Bystrzycy Kłodzkiej) – polski aktor teatralny, telewizyjny i filmowy.

## Życiorys
W 2019 ukończył studia na Wydziale Lalkarskim Akademii Sztuk Teatralnych w Krakowie – Filia we Wrocławiu. Na szklanym ekranie zadebiutował rolą barmana w serialu Galeria. Zagrał rolę hakera Maxa Wikieła w serialu Septagon. W latach 2018-2020 grał Wojciecha Korynta w serialu Lombard. Życie pod zastaw. Grał ratownika Kubę Szczęsnego w serialu Na sygnale w latach 2018-2025.

## Filmografia
- 2012: Galeria – barman (odc. 36)
- 2012: Pierwsza miłość – klient BarBarianu
- 2013: Pierwsza miłość – ratownik na basenie
- 2015: Pierwsza miłość – kurier
- 2016: Pierwsza miłość – Zygmunt, bohater telenowelii
- 2014: Prawo Agaty – kelner (odc. 79)
- 2015: Nie rób scen – kelner (odc. 1)
- 2015: Na sygnale – Czarny (odc. 73)
- 2016: Komisja morderstw – dziadek Leski (odc. 11)
- 2016: Na Wspólnej – doradca kredytowy (odc. 2428)
- 2017: Widma (widowisko telewizyjne) – widmo II
- 2017: Wataha – kłusownik (odc. 7)
- 2017: Ucieczki przez druty. Podziemny schron – Dachdecker
- 2017: Najlepszy – pacjent ośrodka terapii uzależnień
- 2017–2019: Sprawiedliwi - Wydział kryminalny – różne role
- 2018–2019: Septagon – haker Max Wikieł
- 2018–2020: Lombard. Życie pod zastaw – Wojciech Korynt
- 2018-2025:Na sygnale – ratownik Kuba Szczęsny
- 2018: Pierwsza miłość – lektor w spocie reklamowym Wadlewa (słychać tylko głos odc. 2655)
- 2018: M jak miłość – dostawca (odc. 1349)
- 2018: Na Wspólnej – dziennikarz (odc. 2701)
- 2019: Ślad – karateka Tymon Kubasiński (odc. 83)
- 2019: Proceder – kapral Wojtek
- 2019: M jak miłość – Korin (odc. 1428-1429, 1438)
- 2019: Sprawiedliwi – Wydział Kryminalny – Bartek Stobiecki (odc. 332)
- 2020: Krime story. Love story – ratownik Konrad
- 2020: Komisarz Alex – technik (odc. 174)
- 2020: Święty - chłopak Magdy
- 2021: Gierek - Literat

Źródło: Filmpolski.pl.